# Casa Pau Soler Morell
La Casa Pau Soler Morell és una obra de Vilanova i la Geltrú (Garraf) protegida com a Bé Cultural d'Interès Local.

## Descripció
Es tracta d'un habitatge unifamiliar entre mitgeres amb pati posterior en una parcel·la que va de carrer a carrer. És de planta quadrangular i està compost de planta baixa i dos pisos, sobresurt la caixa d'escala general de l'edifici que comunica totes les plantes. La coberta és a dues vessants, a la part posterior hi ha terrats de diferents alçades.
Les parets de càrrega són de paredat comú i tàpia. Els forjats són de bigues de fusta i revoltons de rajola.
La façana principal és de composició simètrica amb obertures de planta baixa amb arc rebaixat modificades convertint la porta principal en un finestral i una finestra lateral en porta d'entrada. Sobre l'antiga porta central hi ha una finestra tribuna de diferent dimensió a cada pis i balcons decreixents d'obertura amb llinda i llosa de pedra. Una cornisa fa de coronament.